# Baressa
Baressa là một đô thị ở tỉnh Oristano trong vùng Sardinia, có khoảng cách khoảng 60 km về phía tây bắc của Cagliari và cách khoảng 35 km southvề phía đông của Oristano. Tại thời điểm ngày 31 tháng 12 năm 2004, đô thị này có dân số 811 người và diện tích là 12,6 km².
Baressa giáp các đô thị: Baradili, Gonnoscodina, Gonnosnò, Siddi, Simala, Turri, Ussaramanna.